# Roy Sentjens
Roy Sentjens (født 15. december 1980) er en belgisk tidligere professionel cykelrytter. Han valgte at stoppe sin karriere i 2010 efter at være blevet testet positiv for doping d. 11. August